# Ariosoma mauritianum
Ariosoma mauritianum és una espècie de peix pertanyent a la família dels còngrids.

## Descripció
- Pot arribar a fer 30 cm de llargària màxima.
- Nombre de vèrtebres: 143.
- 167 radis tous a l'aleta dorsal.
- 110 radis tous a l'aleta anal.[6]

## Hàbitat
És un peix marí i batidemersal que viu entre 360 i 800 m de fondària.

## Distribució geogràfica
Es troba des del mar Roig i l'Àfrica oriental fins al Pacífic occidental, Austràlia Meridional i Nova Gal·les del Sud (Austràlia).

## Observacions
És inofensiu per als humans.